# Ferocactus hamatacanthus
Ferocactus hamatacanthus to gatunek ferokaktusa pochodzący z Meksyku.

## Morfologia i biologia
Jest kulisty lub cylindryczny, dorasta do 1 m wysokości i 35 cm średnicy. Zdarzają się jednak wyjątki, które są znacznie większe. Roślina ma 13-27 żeber z areolami osadzonymi co około 4 cm. Z każdej z nich wyrastają ciernie w dwóch rzędach; jest to 6 czerwonych cierni bocznych.
Kaktus kwitnie latem, jego kwiaty są dzienne, koloru różowopurpurowego, lejkowate, długości około 7 cm i podobnej średnicy.

## Uprawa
Wymaga pełnego nasłonecznienia i temperatury minimalnej 10 °C.